# Sebastian Pawluś
Sebastian Pawluś (ur. 16 marca 1982) – polski piłkarz ręczny, występujący na pozycji rozgrywającego.

## Życiorys
Wychowanek Pałacu Młodzieży Tarnów. W 2000 roku został zawodnikiem Unii Tarnów. W 2001 roku zainteresowanie zawodnikiem wykazywał ekstraklasowy klub MKS Końskie, jednakże z powodu kontuzji Pawluś nie przeszedł pomyślnie testów i pozostał w Unii. W 2004 roku przeszedł do Stali Mielec. Z klubem tym w sezonie 2005/2006 Pawluś awansował do ekstraklasy. W niej zadebiutował 14 października 2006 roku w wygranym 27:22 spotkaniu z Piotrkowianinem Piotrków Trybunalski. Ogółem w sezonie 2006/2007 wystąpił w siedmiu meczach ekstraklasy, w których zdobył trzy gole. W sezonie 2007/2008 Pawluś grał w Azotach Puławy. Zdobył wówczas 18 bramek w 13 meczach ligowych. Po zakończeniu sezonu przeszedł do Viretu Zawiercie. W zawierciańskim klubie występował do 2010 roku.